# Рожков, Владимир Михайлович
Владимир Михайлович Рожков (1941 — 10 декабря 1996) — заместитель руководителя ЦСР СССР, генерал-лейтенант.

## Биография
Работал в представительстве КГБ в ГДР. По представлению А. А. Олейникова назначен В. В. Бакатиным 1-м заместителем начальника 1-го Главного управления КГБ СССР Л. В. Шебаршина, невзирая на возражения и отставку последнего. Затем В. М. Рожкова начальник образованной Центральной службы разведки (вначале размещавшейся на Лубянке а затем перебазированной в Ясенево) Е. М. Примаков переместил на должность простого заместителя, а потом отправил представителем Службы внешней разведки в ФРГ, где тот работал до самой смерти.

### Звания
- полковник;
- генерал-лейтенант.

### Награды
- 2 ордена Красной Звезды
- медали.